# Audyt etyczny
Audyt etyczny (ang. ethical audit) to ocena stosowania zasad etycznych w organizacji, której celem jest wspomaganie kreacji klimatu etycznego firmy lub instytucji.
Wynikiem audytu etycznego są rekomendacje mające na celu poprawę kultury organizacyjnej firmy/instytucji, jej stosunków z otoczeniem, "czystości" prowadzonej przez nią działalności, przejrzystości i prawidłowości podejmowanych decyzji, komunikowanie otoczeniu wysokiej odpowiedzialności społecznej organizacji, a także przeciwdziałanie korupcji.